# Çayırönü, Şereflikoçhisar
Çayırönü là một xã thuộc huyện Şereflikoçhisar, tỉnh Ankara, Thổ Nhĩ Kỳ. Dân số thời điểm năm 2011 là 37 người.